# Кедров Костянтин Олександрович
Костянтин Олександрович Кедров (раніше — Бердичівський; 12 листопада 1942, Рибінськ, Ярославська область, РРФСР — 16 квітня 2025) — радянський і російський поет, філософ і літературний критик, доктор філософських наук. Член Союзу письменників СРСР (1989). Член виконкому Російського ПЕН-клубу.

## Біографія
Закінчив історико-філологічний факультет Казанського університету, потім аспірантуру Літературного університету. У 1973–1986 рр. викладав російську літературу в інституті ім А. М. Горького в Москві. Його спецкурси за Л. Толстим і Достоєвським викликали різке невдоволення КДБ, в результаті чого був відсторонений від викладання.
З 1991 — літературний оглядач газети «Ізвєстія». Оглядач журналу рос. «Эхо планеты». Головний редактор "Журналу ПОетів" (з 1995 року).

## Громадянська позиція
У березні 2014 року, після російської інтервенції в Україну, разом з рядом інших відомих діячів науки і культури Росії висловив свою незгоду з політикою російської влади в Криму. Свою позицію вони виклали у відкритому листі.
Проте пізніше перейшов на позицію підтримки анексії і почав заперечувати, що підписав відкритий лист.